# تگوویک
تگوویک (به لاتین: Tęgowiec) یک روستا در لهستان است که در Gmina Zbiczno واقع شده‌است.